# Sylwester Hauffe
Sylwester Hauffe (ur. 31 grudnia 1929, zm. 24 listopada 2021) – polski piłkarz ręczny, mistrz i reprezentant Polski.

## Życiorys
Ukończył III Liceum Ogólnokształcące im. Adama Mickiewicza w Katowicach i studia na Wydziale Budownictwa Politechniki Śląskiej.
W latach 1948–1957 występował w barwach AZS Katowice w piłce ręcznej 11-osobowej, w 1955 zdobył z tym zespołem mistrzostwo Polski, w 1957 wicemistrzostwo Polski, w latach 1952, 1953 i 1954 brązowy medal.  Również w 1955 wystąpił w pięciu spotkaniach reprezentacji Polski seniorów, zdobył w tym roku z drużyną brązowy medal Międzynarodowych Igrzysk Młodzieży i Studentów. Po zakończeniu kariery zawodniczej pracował jako trener, z żeńską drużyną AZS Katowice sięgnął w 1959 po mistrzostwo Polski w odmianie 7-osobowej.
Z zawodu był inżynierem budownictwa, pracował w biurach projektowych wykonujących konstrukcje dla przemysłu kopalnianego.